# ذو النون أيوب
ذو النون أَيَّوب (1908 - 1996) روائي وصحفي ومحرر عراقي.

## حياته
ولد ذو النون أَيَّوب العبد الواحد في الموصل عام 1908 وتعلم بها في المدرسة الإسلامية وثانوية ثم أكمل دراسته الجامعية في دار المعلمين العالية في بغداد وتخرج منها عام 1929 مدرسًا للرياضيات والعلوم الطبيعية، وعمل مدرسًا في المدارس الثانوية والمتوسطة ودار المعلمين ومديرًا لبعض المدارس في عدد من مدن العراق. شغل منصب مدير معهد الفنون الجميلة ومدير الدعاية والنشر والإرشاد في عهد عبد الكريم قاسم لمدّة سنة واحدة ثم ملحق صحفي في فيينا وبراغ. وكان عضواً في كل من :
الحزب الشيوعي العراقي (لمدة سنة)
الحزب الوطني الديمقراطي
لجنة الدفاع عن الإسلام في العراق،
المجلس النيابي لمدة قصيرة،
جمعية الدفاع عن الشعب العراقي ضد ثورة حزب البعث بعد مقتل عبد الكريم قاسم.
لقد زار لبنان عدة مرات خلال موسم الصيف، 1934-35 وسنة 1972، زار مصر أيضا سنة 1972. وسافر إلى إيران 1933 وتركيا 1937-54-75 وبلدان أخرى. تزوج وكان له خمسة أولاد. 

نشرت أول قصة له تحت عنوان صديقي في صحيفة الطريق في 25 يونيو 1935. أصدر صحيفة إلى الأمام.

## آثاره

### مجموعات قصصية
- رسل الثقافة: 1937
- وحي الفن : 1938
- الضحايا : 1938
- صديقي: 1938
- برج بابل: 1939
- الكادحون: 1939
- مختارات ذو النون أيوب: 1958